# 노르주의 캉통
프랑스 노르주에는 총 41개의 캉통이 속해 있다. 2015년 3월 행정구역 총개편으로 인해 현재는 다음과 같이 설치되어 있다.
- 아니슈
- 앙뇔랭
- 앙쟁
- 아르망티에르
- 올노예에메리
- 온루아레발랑시엔
- 아벤쉬르엘프
- 벨뢸
- 캉브레
- 르카토캉브레지
- 코드리
- 쿠드케르크브랑슈
- 크루아
- 드넹
- 두에
- 됭케르크 1
- 됭케르크 2
- 파슈튀메닐
- 푸르미
- 그랑드생트
- 아즈부르크
- 랑베르사르
- 릴 1
- 릴 2
- 릴 3
- 릴 4
- 릴 5
- 릴 6
- 마를리
- 모뵈주
- 오르시
- 루베 1
- 루베 2
- 생타망레조
- 생르노블
- 탕플뢰브
- 투르쿠앵 1
- 투르쿠앵 2
- 발랑시엔
- 빌뇌브다스크
- 웡우트